# Giovanni Girolamo Morone
Pour les articles homonymes, voir Morone (homonymie).
Giovanni Girolamo Morone (né à Milan le 25 janvier 1509, et mort à Rome le 1er décembre 1580) est un cardinal italien du XVIe siècle.

## Repères biographiques
Giovanni Morone naquit le 25 janvier 1509 à Milan où son père, le comte Girolamo Morone (mort en 1529), était grand chancelier. Ce dernier, après avoir été emprisonné pour s'être opposé aux atteintes de Charles Quint contre les libertés de Milan (par la suite il fut un chaud partisan de l'empereur), se retira à Modène, où son plus jeune fils reçut la plus grande partie de sa première éducation. À Padoue par la suite, Giovanni étudia le droit avec succès. En récompense d'un service important rendu par son père, il fut à l'âge de 20 ans nommé au siège de Modène par le pape Clément VII le 7 avril 1529. Girolamo Morone avait été l'un des commissaires qui avaient négocié les termes de la libération du pape emprisonné au château Saint-Ange lors du sac de Rome en 1527. Giovanni était trop jeune de sept ans pour être consacré évêque, et de plus sa nomination était contestée par le futur cardinal Hippolyte II d'Este, fils du duc de Ferrare, qui prétendait que le pape lui avait promis le siège de Modène et un cardinalat dans un traité du 14 novembre 1528. Au bout du compte, on désintéressa d'Este en lui versant une pension annuelle et Giovanni Morone fut finalement ordonné prêtre et consacré évêque le 12 janvier 1533.
À partir de 1535, le pape Paul III lui confia à plusieurs reprises des missions diplomatiques : il fut d'abord envoyé en France auprès du roi François Ier pour tenter un arrangement pacifique avec l'empereur ; il fut ensuite envoyé comme nonce en 1536 auprès de Ferdinand Ier du Saint-Empire, puis en 1539-1540 à Haguenau et à Worms, régions qu'on essayait de récupérer pour l'Église catholique. Morone fut légat à la diète de Spire (1542) après s'être opposé avec succès au transfert de la diète à Haguenau où sévissait la peste (1540). Le 31 mai 1542, il fut créé cardinal-prêtre, et le 16 octobre 1542 on lui attribua le titulus de San Vitale. Il fut en outre nommé protecteur de l'Angleterre, de la Hongrie, de l'Autriche, de l'ordre de saint Benoît, de l'ordre cistercien et de l'ordre des frères prêcheurs (les Dominicains), ainsi que de la Santa Casa de Lorette. Avec les cardinaux Pier Paolo Parisio et Reginald Pole, il fut délégué pour ouvrir le concile de Trente (1er novembre 1542-6 juillet 1543), le choix de ce lieu de réunion ayant été une concession à sa diplomatie. Les légats arrivèrent le 22 novembre, mais aucun concile ne s'assembla ; les procédures furent suspendues et reportées à 1545. Il fut nommé à la place légat du pape à Bologne, du 2 avril 1544 au 13 juillet 1548. Son vice-légat était Giannangelo de Médicis, le futur pape Pie IV. Le 25 février 1549, il opta pour le titre cardinalice de San Stefano in Monte Celio (San Stefano Rotondo). La mort de Paul III le 10 novembre 1549, le priva d'un ami sûr.
Il participa au conclave de 1549, où son ami Reginald Pole qui présidait avec lui le Concile de Trente fut à deux doigts d'être élu pape.
Mgr Morone est créé cardinal par le pape Paul III lors du consistoire du 2 juin 1542. Il est camerlingue du Sacré Collège entre 1549 et 1551. Le cardinal Morone résigne du gouvernement du diocèse de Modène et devient évêque de Novare de 1552 à 1560. Il exerce plusieurs fonctions comme légat et nonce, notamment en France, à Milan, auprès de Ferdinand Ier et Charles Quint, à la diète de Spire de 1542 et à la diète de Ratisbonne en 1574.
Le pape Paul IV le fait emprisonner à cause d'hérésie luthérienne en 1557. Après une enquête menée par le cardinal Michele Ghisleri, le futur pape Pie V, Morone est déclaré innocent et est restauré dans ses fonctions. Comme le pape refuse de s'excuser en public, Morone reste en prison jusqu'à la mort de Paul IV. Il est de nouveau évêque de Modène de 1564 à 1571. Morone est vice-doyen et doyen du Collège des cardinaux.
Le cardinal Morone participe au conclave de 1549-1550 lors duquel Jules III est élu, aux deux conclaves de 1550 (élection de Marcel II et de Paul IV), au conclave de 1559 (élection de Pie IV), de 1565-1566 (élection de Pie V), lors duquel Morone lui-même est presque pape, et au conclave de 1572 (élection de Grégoire XII).